# Воблый, Виктор Михайлович
Виктор Михайлович Воблый (12 мая 1877, Киев, Российская империя — 6 января 1942, Томск, СССР) — советский и российский юрист, общественный деятель, внёсший значительный вклад в разработку вопросов транспортно-экономического освоения Русского Севера, один из авторов и спонсоров проекта Великого Северного железнодорожного пути (ВСП). Его проект Великого Северного пути в итоге воплотится в жизнь в виде магистрали БАМ.

## Биография
Окончил юридический факультет Императорского университета Святого Владимира в Киеве. Работал помощником адвоката Ф. Н. Плевако в Москве.
Позже, создал собственную юридическую контору в Петрограде. Считался одним из самых высокооплачиваемых составителей юридических документов.
Активный сторонник освоения Сибири. Цель его жизни — освоение Севера. Мечтал создать продолжение Великого Северного пути, проведение железной дороги Сорока-Котлас-Дальний Восток. Энтузиаст железнодорожного строительства еще до революции. В 1918 году вместе с А. А. Борисовым разработал проект Великого Северного железнодорожного пути, пригласил западных учёных в Россию для поиска полезных ископаемых. Осваивая Север, он не один раз терял целые состояния и не жалел ни сил, ни средств для осуществления своих устремлений.
Ещё летом 1918 г. со стороны уполномоченных норвежского банка братьев Ганновег, художника А. А. Борисова и профессора В. М. Воблого поступило предложение соорудить на концессионных началах северную железную дорогу по линии: река Обь — Котлас — Сорока — Мурманск, проект которой получил название Великого северного пути. Концессионеры просили предоставить им исключительное право на эксплуатацию лесных массивов в бассейнах рек Оби и Печоры, площадью до 8 миллионов десятин
Создал в Москве управление ВСП, в котором работало более 200 сотрудников. Проектирование и предваритительные изыскания велись на личные средства В. Воблого и норвежского судовладельца Э. Ганневига. Они ходатайствовали о предоставлении им концессии на строительство ВСП, однако в апреле 1919 года он и около 100 его сотрудников были арестованы сотрудниками ЧК, а проектная документация уничтожена. В середине марта 1920 года в Петроградском Революционном Трибунале слушалось «Дело Великого Северного пути». Воблый, обвинялся в крупной мошеннической авантюре. Речь — о концессии с участием иностранного капитала на строительство железной дороги на северо-западе России от станции Обь до Котласа, с одновременной разработкой лесов в полосе строительства.
После ареста был приговорен к расстрелу как шпион. Перед приговором он сумел добиться свидания с Ф. Э. Дзержинским и рассказал ему о бесценных материалах полученных в результате поиска полезных ископаемых. Воблого освободили и он получил охранную грамоту.
В книге «Полярная магистраль» (2007) кандидат исторических наук Виктор Николаевич Ерёмин писал:

О судьбе борца за проект ВСП, профессора Виктора Михайловича Воблого, мне удалось узнать только то, что в 1930-х годах он принимал непосредственное и самое активное участие в строительстве Печорской железнодорожной магистрали, которую они с Борисовым считали одним из вариантов начала строительства Великого Северного железнодорожного пути. — Виктор Николаевич Ерёмин, кандидат исторических наук, член союза писателей России, в книге «Полярная магистраль» 2007, под редакцией Пашковой Т.Л., стр. 103
В начале 1930-х годов стал консультантом при железнодорожном отделе НКВД, работал в составе Комиссии по содействию сооружению ВСП при Концесскоме. В начале Великой Отечественной войны эвакуирован в Томск (в БАМпроект), где и умер в 1942 году.